# أسيتازولاميد
أسيتازولاميد (بالإنجليزية: Acetazolamide)‏ هو دواء يستخدم لعلاج الجلوكوما والصرع وداء المرتفعات والشلل الدوري وفرط الضغط داخل القحف مجهول السبب وقصور القلب. يمكن استخدامه على المدى الطويل لعلاج الجلوكوما مفتوح الزاوية وعلى المدى القصير للجلوكوما منغلقة الزاوية حتى يمكن إجراء العملية. يؤخذ عن طريق الفم أو حقن وريدي.

## الزمرة الدوائية
مدر البول، يؤثر على مستوى الأنبوب الكلوي القريب، من مثبطات أنزيم كاربونيك أنهيدراز.

## الحرائك الدوائية
يعطى فموي أو حقن وريدي، ويطرح بالكلية iv im

## آلية التأثير
تتم آلية عود الامتصاص كما يلي:
1. تدخل شاردة الصوديوم من لمعة النفرون إلى السيتوبلاسما بالتبادل مع شاردة الهدروجين.
2. تتحد شاردة الهدروجين التي وصلت إلى اللمعة مع شاردة البيكربونات وتشكل حمض الكربون الذي يتفكك إلى ماء وغاز ثنائي أكسيد الكربون بتأثير أنزيم كاربونيك انهيدراز CA الموجود على الغشاء الخلوي.
3. يدخل Co2 وH2o إلى سيتوبلاسما الخلايا الظهارية بالانتشار، وتتحد من جديد لتشكل حمض الكربون بتأثير أنزيم CA.
4. يتشرد حمض الكربون ليعطي شاردة بيكربونات وشاردة هدروجين تخرج من جديد إلى لمعة النفرون بالتبادل مع شاردة الصوديوم.

فيقوم المركب بتثبيط CA فلا يتفكك حمض الكربون ولا يدخل Co2 والماء إلى السيتوبلاسما ولا يتشكل حمض الكربون الذي سيعطي شاردة الهدروجين الضرورية لدخول شوارد الصوديوم إلى السيتوبلاسما مما يثبط عود امتصاص الصوديوم على مستوى الانبوب الكلوي القريب لهدم وجود شاردة هدروجين تدخل بالتبادل معها.

## التأثيرات الناتجة
- زيادة قليلة بإطراح الصوديوم.
- فعالية الإدرار ضعيفة والزيادة في حجم البول قليلة.
- زيادة ملحوظة في إطراح شاردتي البوتاسيوم والبيكربونات.

## الاستعمال
- يتم استخدامه في علاج الجلوكوما والوذمة الناجمة عن الأدوية والوذمة الناجمة عن قصور القلب والصرع وتقليل ضغط العين بعد الجراحة، كما تم استخدامه في علاج داء المرتفعات ومرض منير وزيادة الضغط داخل الجمجمة والاضطرابات العصبية والعضلية. في الصرع يكون الاستخدام الرئيسي للأسيتازولاميد في الصرع المرتبط بالحيض وكإضافة إلى العلاجات الأخرى في الصرع المقاوم للعلاج، على الرغم من أن العديد من المواقع على الإنترنت تشير إلى أنه يمكن استخدام الأسيتازولاميد لعلاج توسع الجافية لدى الأفراد المصابين بمتلازمة مارفان فإن الدليل الداعم الوحيد لهذا التأكيد موجود من دراسة صغيرة أجريت على 14 مريضًا لم تتم مراجعتها أو تقديمها للنشر، العديد من الحالات المنشورة من انخفاض ضغط الدم داخل الجمجمة المرتبط بمتلازمة مارفان تستدعي الحذر في استخدام الأسيتازولاميد في هؤلاء المرضى ما لم يكن هناك مؤشر واضح لأنه يمكن أن يخفض الضغط داخل الجمجمة بشكل أكبر.  وجدت مراجعة عام 2012 أن هناك «أدلة داعمة محدودة» ولكن يمكن اعتبار الأسيتازولاميد «في الاعتبار» لعلاج توقف التنفس أثناء النوم المركزي (على عكس الانسدادي). كما تم استخدامه لمنع تلف الكلى الناجم عن الميثوتريكسات عن طريق قلونة البول وبالتالي تسريع إفراز الميثوتريكسات عن طريق زيادة قابليته للذوبان في البول، هناك بعض الأدلة التي تدعم استخدامه لمنع الصداع النصفي.
- داء المرتفعات يستخدم الأسيتازولاميد أيضًا لعلاج داء المرتفعات الحاد، في الوقاية من مرض الجبال أو علاجه، يثبط الأسيتازولاميد قدرة الكلى على إعادة امتصاص البيكربونات وهي القاعدة المترافقة لحمض الكربونيك، تؤدي زيادة كمية البيكربونات التي تفرز في البول إلى تحمض الدم، نظرًا لأن الجسم يستشعر تركيز ثاني أكسيد الكربون بشكل غير مباشر عن طريق درجة الحموضة في الدم (تؤدي الزيادة في ثاني أكسيد الكربون إلى انخفاض درجة الحموضة) فإن تحميض الدم من خلال انخفاض إعادة امتصاص الكلوي للبيكربونات يتم الشعور به على أنه زيادة في ثاني أكسيد الكربون، وهذا بدوره يدفع الجسم إلى زيادة التهوية الدقيقة (حجم الهواء الذي يتم استنشاقه في الدقيقة) من أجل «استنشاق» ثاني أكسيد الكربون والذي بدوره يزيد من كمية الأكسجين في الدم، أسيتازولاميد ليس علاجًا فوريًا لمرض المرتفعات الحاد، بدلا من ذلك فإنه يسرع عملية التأقلم والتي بدورها تساعد في تخفيف الأعراض، لا يزال الأسيتازولاميد فعالاً إذا بدأ في وقت مبكر من داء المرتفعات.
- قلونة الدم.
- الغلكوما.
- داء المرتفعات.
- الصرع.

## الآثار الجانبية
- الحماض
- التنميل
- طنين
- اضطرابات هضمية
- اعتلال عصبي
- تحسس
- يؤهب لحدوث الحصى الكلوية